# Epichnopterix sieboldi
Epichnopterix sieboldi är en fjärilsart som beskrevs av Carl Reutti 1853. Epichnopterix sieboldi ingår i släktet Epichnopterix och familjen säckspinnare. Inga underarter finns listade i Catalogue of Life.